# Супер Тин
Супер Тин је био српски часопис намењен тинејџерима који је основан 1994. године и излазио до 2003. године.

## Историја часописа
Часопис је био специјално издање листа Тајна, и био је део издавачке куће БИГЗ. Био је део београдских листова овог медија попут Дуге, Практичне жене, Галаксије. Први број објављен је у децембру 1994. године, а последњи 108. број 2003. године. Главни и одговорни уредник био је Драган Поповић. Поднаслов листа је био Магазин за тинејџере свих боја. Часопис је био сличан Хуперу, али се за разлику од Хупера, фокусирао претежно на поп и рок културу, како домаћу тако и страну, и био један од ретких часописа деведестих који је одбијао да промовише турбофолк, који је тада доживео експанзију. Био је изузетно читан и популаран међу младима, а неретко шокирао своје читаоце садржајем, пошто је покушавао и да сексуално образује омладину.